# Leichtathletik-Weltmeisterschaften 2017/Teilnehmer (Pakistan)
| Gelbes Symbol für Goldmedaillen mit stilisierten Olympischen Ringen | Graues Symbol für Silbermedaillen mit stilisierten Olympischen Ringen | Braundes Symbol für Bronzemedaillen mit stilisierten Olympischen Ringen |
| ------------------------------------------------------------------- | --------------------------------------------------------------------- | ----------------------------------------------------------------------- |
| —                                                                   | —                                                                     | —                                                                       |

Von Pakistan wurde ein Athlet für die Weltmeisterschaften in London nominiert.

## Ergebnisse

### Männer

#### Laufdisziplinen
| Athlet      | Disziplin    | Vorlauf | Vorlauf | Halbfinale         | Halbfinale         | Finale             | Finale             |
| Athlet      | Disziplin    | Zeit    | Platz   | Zeit               | Platz              | Zeit               | Platz              |
| ----------- | ------------ | ------- | ------- | ------------------ | ------------------ | ------------------ | ------------------ |
| Mehboob Ali | 400 m Hürden | 52,24 s | 34      | nicht qualifiziert | nicht qualifiziert | nicht qualifiziert | nicht qualifiziert |